# Fiè allo Sciliar
Völs am Schlern tiếng Ý: Fiè allo Sciliar) là một đô thị trong tỉnh Bolzano-Bozen trong vùng Trentino-Alto Adige/Südtirol của Ý, có vị trí cách khoảng 60 km về phía đông bắc của Trento và khoảng 12 km east of Bolzano. Tại thời điểm ngày 31 tháng 12 năm 2004, đô thị này có dân số 3.118 người và diện tích là 44.4 km².
Đô thị Völs am Schlern có các frazioni (các đơn vị cấp dưới, chủ yếu là các làng) Prato all'Isarco, Aica di Sopra, Peterbühl, S. Antonio, Fiè di Sopra, Presule, Novale di Presule, Santa Caterina, San Costantino, Umes, Aica di Sotto, Fiè di Sotto và Novale di Fiè (Blumau, Peterbühl, St. Anton, Oberaicha, Obervöls, Prösels, Prösler Ried, Steg, St. Kathrein, St. Konstantin, Ums, Unteraicha, Untervöls and Völser Ried).
Völs am Schlern giáp các đô thị: Kastelruth, Karneid, Ritten và Tiers.

## Gallery

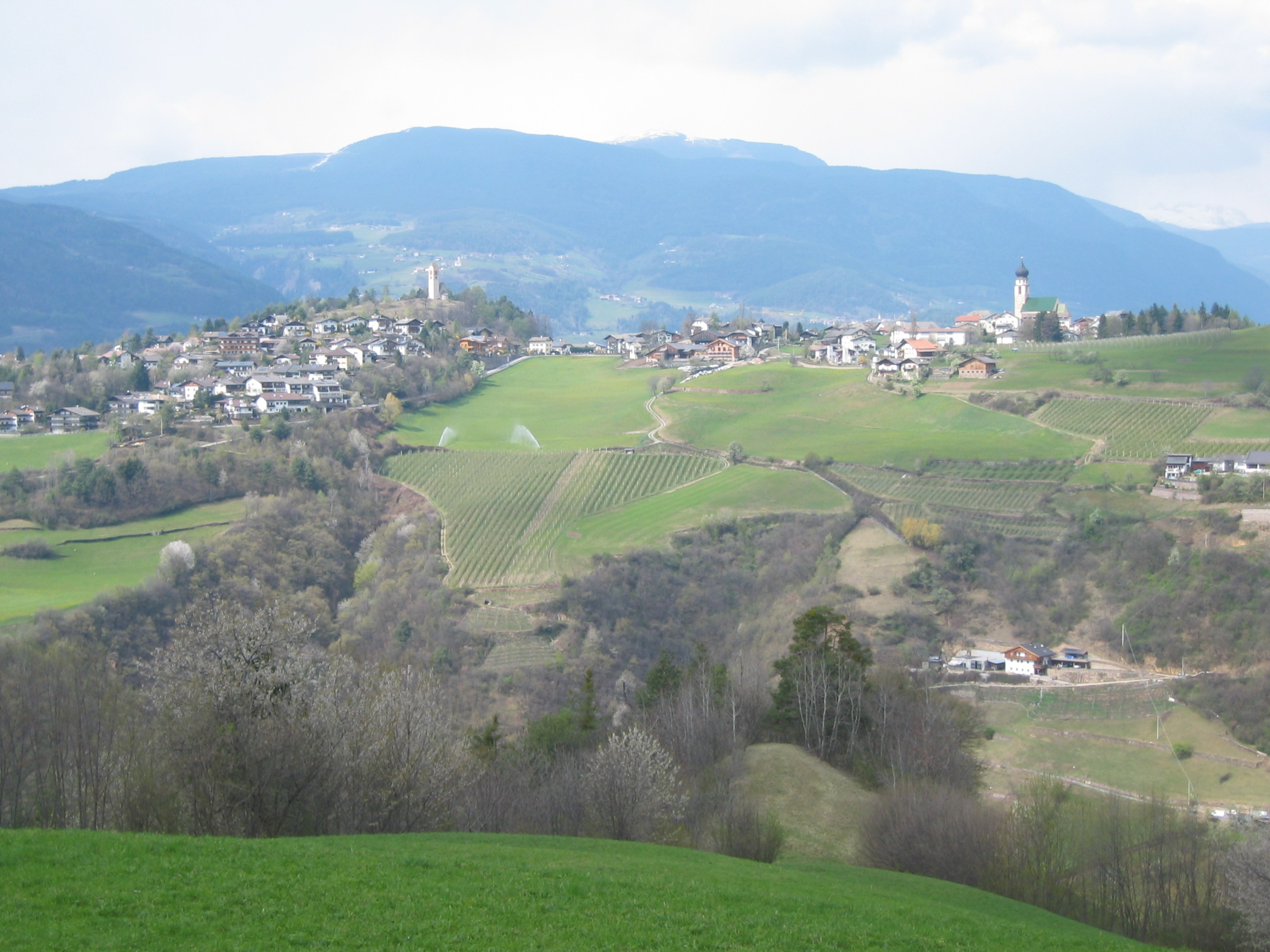
Völs am Schlern
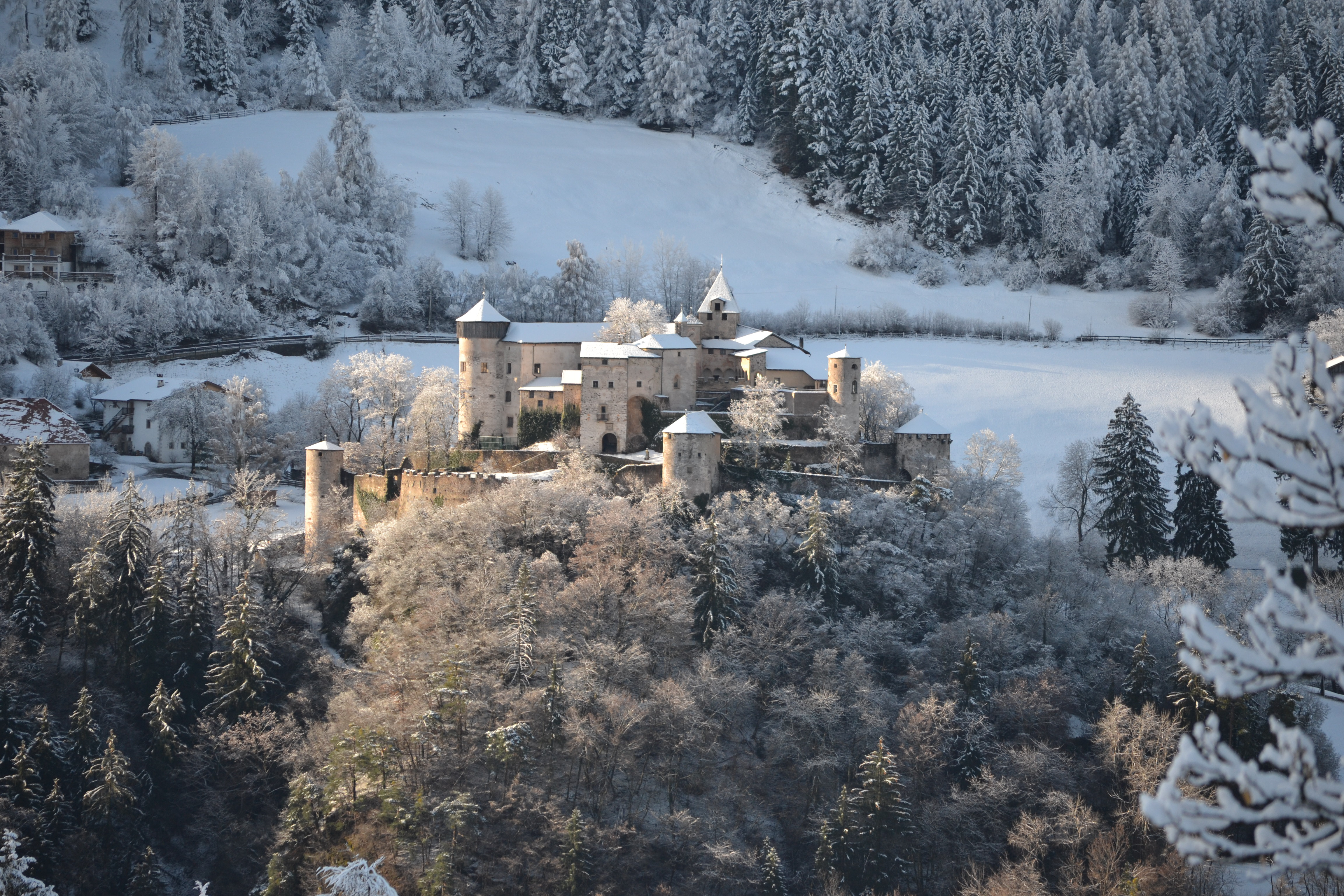
Prösels Castle
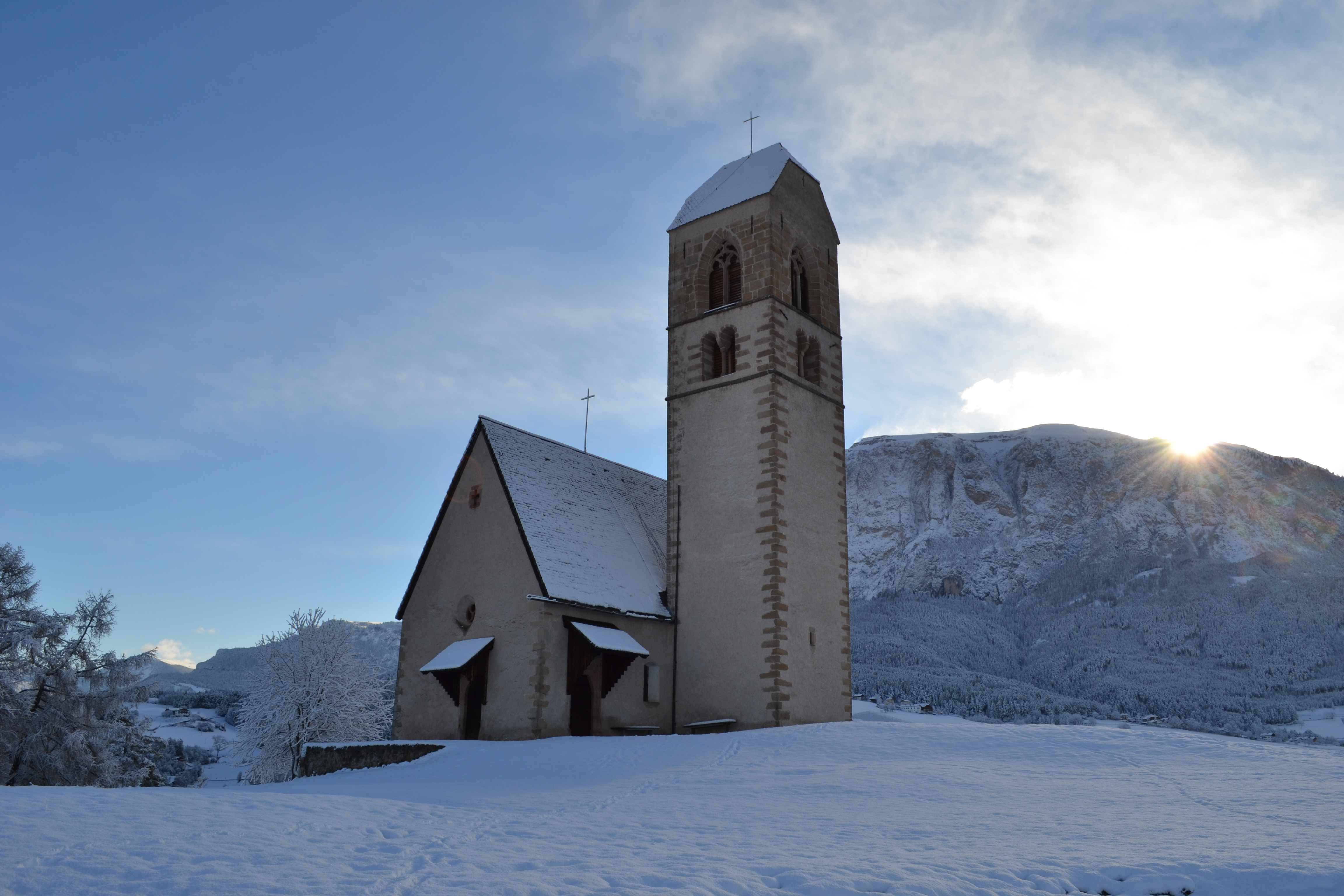
Giáo hội St. Peter am Bühl